# Pyłyp Pyłypczuk

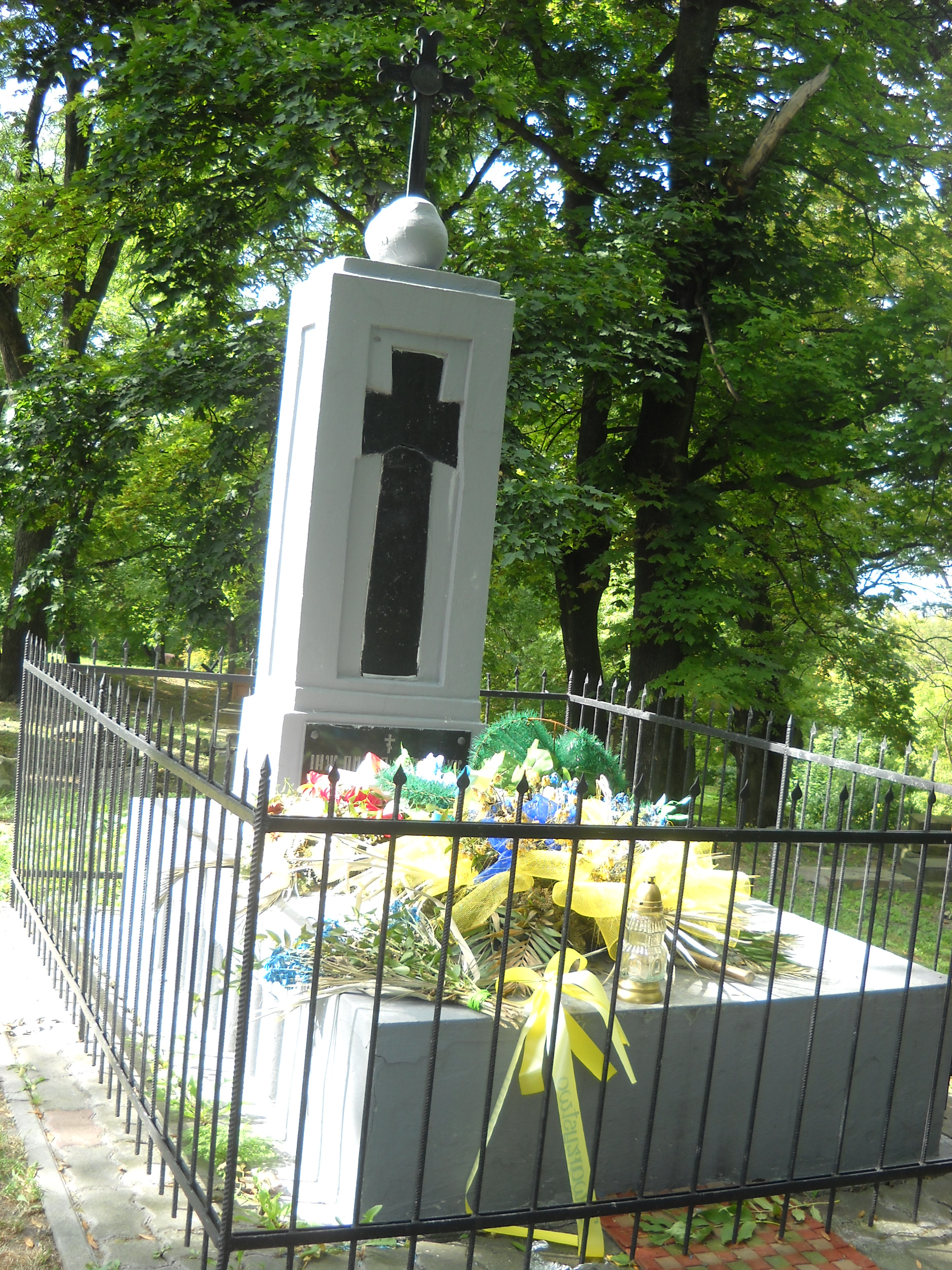
Grób Pyłypa Pyłypczuka na cmentarzu prawosławnym na Górce w Chełmie

Pyłyp Pyłypczuk (ur. 1869 na Wołyniu, zm. 30 sierpnia 1940 w Chełmie) – ukraiński polityk, premier rządu Ukraińskiej Republiki Ludowej na emigracji.

## Życiorys
Ukończył studia inżynierskie w Petersburgu. W latach 1917–1918 jako docent wykładał mechanikę teoretyczną na Kijowskim Instytucie Politechnicznym (KPI). Był działaczem Ukraińskiej Partii Socjalistów Rewolucjonistów, a następnie Ukraińskiej Partii Ludowo-Republikańskiej.
W latach 1918–1919 był ministrem transportu w rządach Wołodymyra Czechiwśkiego i Serhija Ostapenki. W lecie 1919 wyjechał z misją dyplomatyczną do Warszawy, w latach 1921–1922 był premierem rządu URL na emigracji.
W latach 1922–1925 był wykładowcą Tajnej Politechniki Ukraińskiej we Lwowie, od 1926 mieszkał w Łucku na Wołyniu, pracował jako inżynier.

## Literatura
- Andrzej Chojnowski, Jacek Bruski – Ukraina, Warszawa 2006, ISBN 978-83-7436-039-5